# Kaldenkerken
Kaldenkerken (Duits: Kaldenkirchen) is een woonkern van de Duitse gemeente Nettetal en telt ongeveer 9.600 inwoners. Het ligt vlak over de grens bij het Limburgse Tegelen. Een voorname bezienswaardigheid is de oude kerk. De landelijke omgeving wordt druk bezocht door recreanten uit het naburige Ruhrgebied en Nederland.
Een van de grootste boomkwekerijen van Europa, Lappen, heeft zijn hoofdkantoor in Kaldenkerken. Arboretum Sequoiafarm Kaldenkirchen met diverse soorten sequoia's (ook bekend als 'mammoetbomen') ligt in de bossen bij de grens met Tegelen.

## Geschiedenis
In de prehistorie woonden er al jager-verzamelaars en later neolithische boeren in Kaldenkerken. In de Romeinse tijd was hier de statio Sablones gevestigd: een rustplaats op de heerbaan tussen Colonia Ulpia Traiana (Xanten) en Coriovallum (Heerlen). Hier kon men ook oversteken naar Blariacum (Blerick) om richting Gallië of Noviomagus (Nijmegen) te gaan.
Een van de eerste schriftelijke vermeldingen na de Romeinen stamt uit de 13e eeuw. Hierin wordt een mogelijke verklaring van de plaatsnaam genoemd. In 1276 was de parochiekerk ten tijde van de naamgeving nog niet gereed. In het Duits wordt dit weergegeven met kalt. De kerk was vroeger niet alleen de parochiekerk, maar ook voor twee ten oosten van Kaldenkerken gelegen kloosters, de kloosterkerk.
Kaldenkerken maakte deel uit van het hertogdom Gulik, net als het naburige Tegelen. Het was het enige noordelijke punt waar Gulik, en later dus Pruisen, tot aan de Maas kwam.

## Bezienswaardigheden
- Evangelische Hofkerk
- Sint-Clemenskerk (Sankt Clemens), katholieke parochiekerk, 1893-1897
- Rococopaviljoen, van 1760
- Riddergoed Altenhof, achterleen van de Hertog van Brabant, huidige gebouwen van 1664, tegenwoordig landbouwbedrijf
- Birgitinessenklooster, gesticht in 1625
- Joodse begraafplaats, van 1920
- Diverse gebouwen die met de voormalige belangrijke grensovergang te maken hebben, zoals een douanekantoor en een ontvangsthal in het spoorwegstation
- Diverse woonhuizen, waaronder een van 1621 (Kirchplatz 3)
- Molenromp van de Backes-Mühle

## Natuur en landschap
Kaldenkerken ligt op een hoogte van ongeveer 50 meter. Ten westen van Kaldenkerken ligt een natuur- en recreatiegebied, Grenzwald genaamd. Hier bevindt zich ook het arboretum met meer de 400 zeldzame boom soorten waaronder veel sequoia's. Het Grenzwald sluit via de Ravensheide aan bij het Brachter Wald. In het noorden ligt, op Nederlands grondgebied, het natuurgebied Jammerdaalse Heide. Ten zuiden loopt de Königsbach in oostelijke richting, met daarin de vijver Kälberweide.

## Nabijgelegen kernen
Tegelen, Bracht, Leuth, Venlo en Belfeld.

## Verkeer en vervoer

### Spoorlijnen
Station Kaldenkirchen ligt aan de spoorlijn Viersen - Venlo.

## Fotogalerij

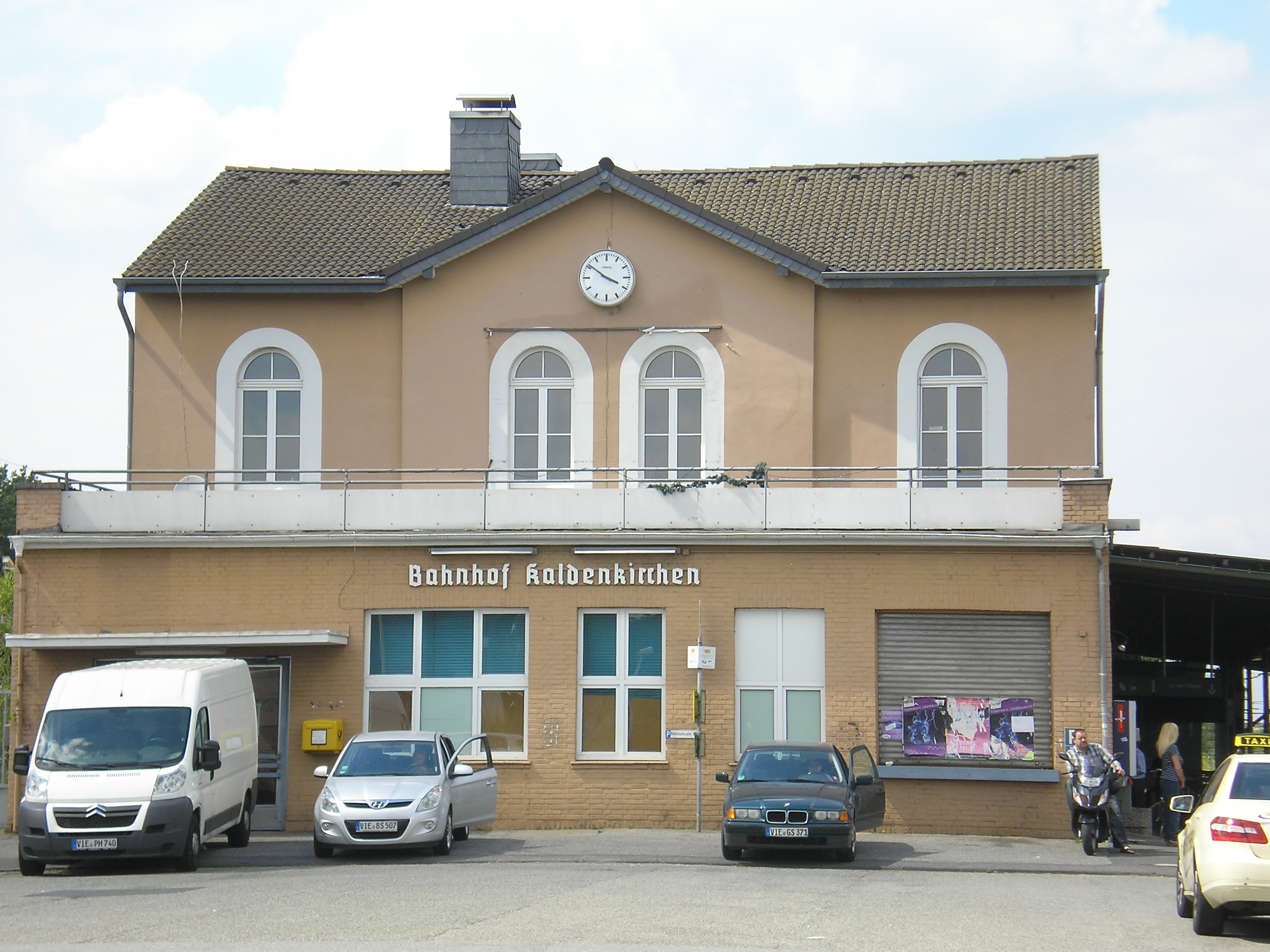
Treinstation in Kaldenkerken
Christian Hohe: Rittergut Altenhof
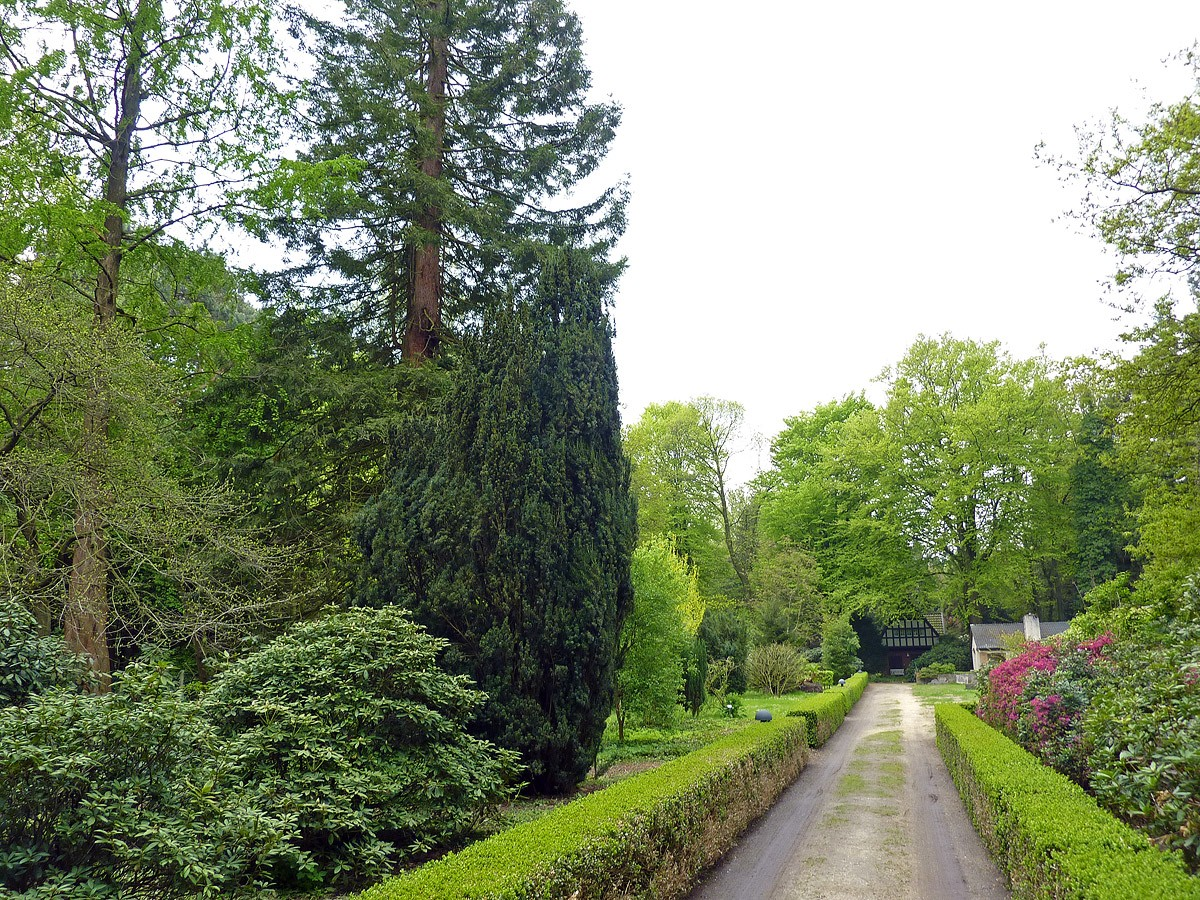
Toegang tot Sequoiafarm Kaldenkirchen
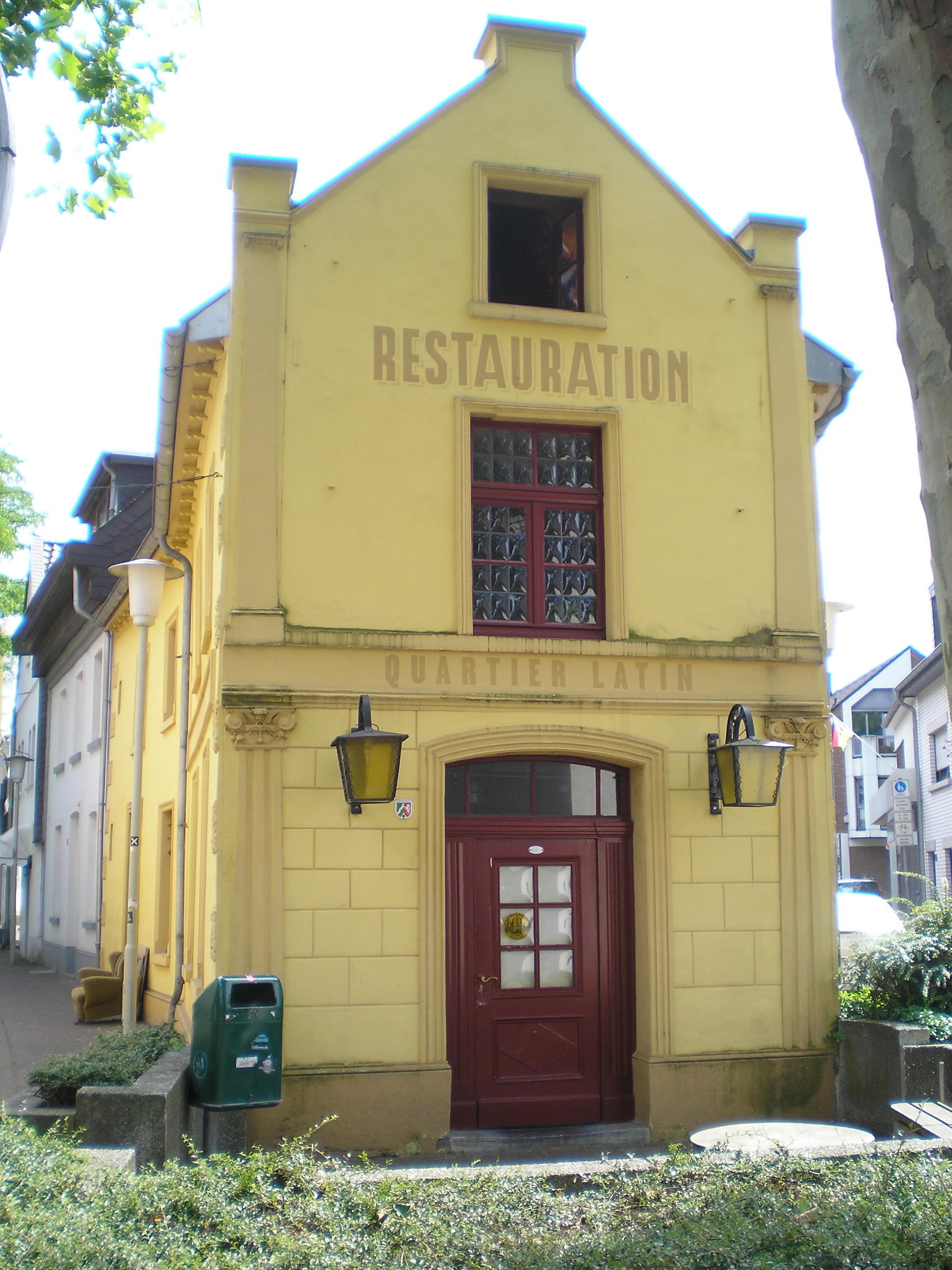
Restauratie Quartier Latin in Bahnhofstraße 60 (monument)
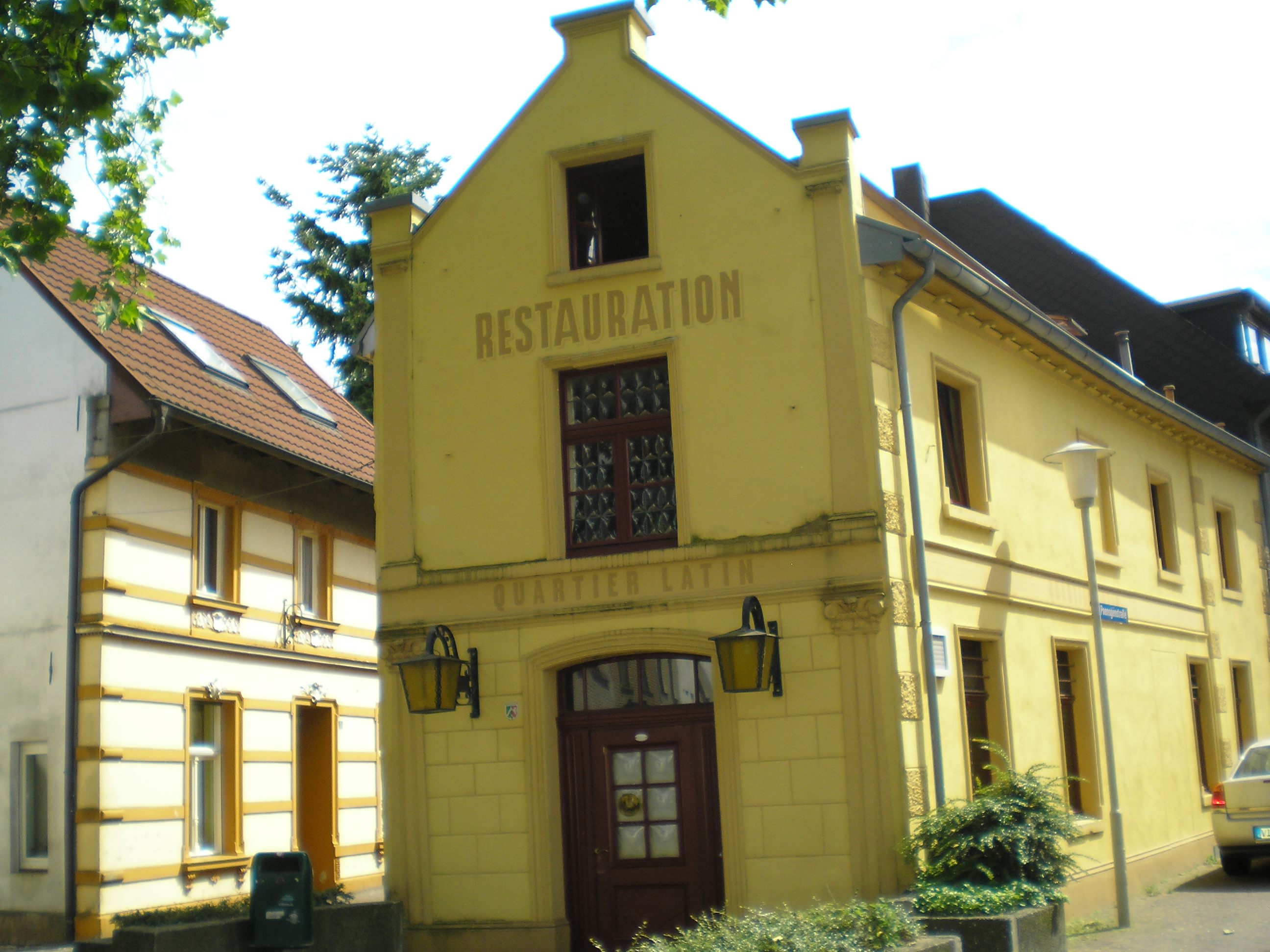
Restauratie Quartier Latin in Bahnhofstraße 60

Breyell · Hinsbeck · Kaldenkerken · Leuth · Lobberich · Schaag
Brüggen · Grefrath · Kempen · Nettetal · Niederkrüchten · Schwalmtal · Tönisvorst · Viersen · Willich